# Ideciu de Sus
Ideciu de Sus – wieś w Rumunii, w okręgu Marusza, w gminie Ideciu de Jos. W 2011 roku liczyła 827 mieszkańców.